# NALT
NALT (z angl. nasal-associated lymphoid tissue) je lymfoidní tkáň asociovaná s nosní sliznicí u savců. Je součástí slizniční imunity (tzv. MALT = mucosa-associated lymphoid tissue). Chrání organismus před vzduchem přenášenými viry a ostatními patogeny. U lidí je za analogickou strukturu považován Waldeyerův lymfatický okruh.

## Struktura
Myší NALT se nachází v nosní dutině na měkkém patře horní čelisti, tvoří dva bilaterálně umístěné válečky lymfoidní tkáně. Je tvořena hlavně lymfocyty, T- a B- buněčnými zónami, folikulárním epitelem, ve kterém se nachází epiteliální M-buňky. Dále se tam nachází dendritické buňky a makrofágy a malé množství erytrocytů. V určitých místech prochází NALT lymfatické cévy a venuly s vysokým epitelem (high-endotelial venules, HEV).
NALT obsahuje zhruba stejné množství T- a B- lymfocytů. Populace T buněk se skládá převážne z CD4+ T buněk, je jich tam cca 3-4x více než CD8+ T buněk. Většina T buněk exprimuje αβ TCR (T buněčný receptor) a jen malá část má  γδ TCR. CD4+ T buňky jsou v naivním stavu, exprimují velké množství CD45RB. B buňky mají sIgM+IgD+ fenotyp a neprošly izotypovým přesmykem.

## Vývoj

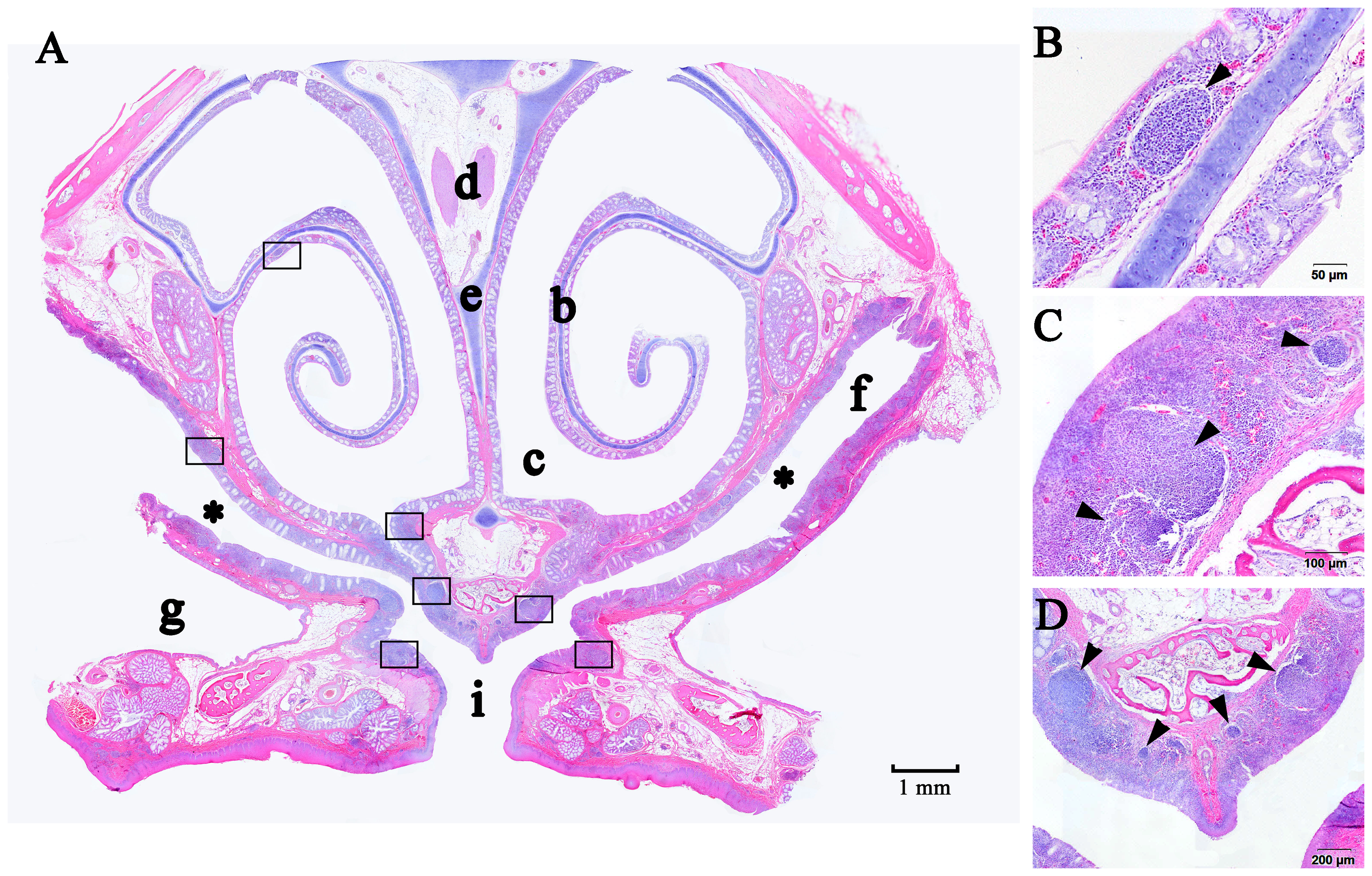
Příčný řez nosní dutinou kuřete. (C) NALT lokalizovaný na dorzální straně choanální rýhy (D) NALT lokalizovaný na nosní přepážce.

NALT se začíná vytvářet brzy po porodu, není přítomna během embryonálního vývoje nebo v novorozených myších. První známky NALT (HEV s asociovanými lymfocyty) se objevuje týden po narození a kompletní NALT je patrná až 5-8 týdnů po narození. Na rozdíl od Peyerových plaků a lymfatických uzlin je tvorba NALT nezávislá na IL-7R, LT-Rβ a ROR-γ signalizaci. Naopak je potřeba funkční gen Id2, který indukuje tvorbu CD3−CD4+CD45+ buněk. Po narození se tyto buňky akumulují v místě budoucí NALT a indukují její tvorbu.

## Funkce
U myší má NALT velmi strategickou polohu, je prvním místem, kde jsou vdechnuté patogeny rozpoznány a eliminovány. NALT má klíčovou roli v indukci imunitní odpovědi v dýchacích cestách a plicích. Je tzv. inductive site (místem indukce) slizničního imunitního systému podobně jako Peyerovy plaky u tenkého střeva.
Po intranasální imunizaci, nebo rozpoznání patogenu, lymfocyty v NALT proliferují a diferencují. Začnou produkovat cytokiny, jako třeba IFN-γ, interferony I. typu, IL-2, IL-4, IL-5, IL-6 nebo IL-10 (množství záleží na typu a dávce antigenu a adjuvans). B buňky prochází izotypovým přesmykem a začnou produkovat antigen-specifické IgM, IgG a IgA. Aktivované B buňky mohou z tkáně vycestovat a doputovat do sliznic dýchacích cest a plic nebo močopohlavní soustavy, protože exprimují chemokinové receptory CCR10 a α4β1-integrin. Dále se vytváří paměťové B a T buňky, které v NALT setrvávají po douhou dobu od imunizace.

## Vakcinace
Intranasální (i.n.) imunizace neboli vakcinace je velmi efektivní způsob, jak stimulovat imunitní systém dýchacích cest. Tento způsob imunizace vyvolává jak buněčnou, tak humorální (protilátkovou) imunitní odpověď, a je schopen stimulovat nejen slizniční imunitu, ale i systémovou. Dávka i.n. podávaného antigenu může být nižší než u orálně podávaných vakcín, protože antigeny nejsou degradovány trávicímy enzymy. Pro tyto vlastnosti se i.n. imunizace zdá být vhodným způsobem pro očkování proti vzduchem-přenášeným virům a bakteriím. V roce 1997 byla ve Švýcarsku zavedena i.n. vakcína obsahující inaktivovaný virus chřipky a nLT (heat-labile enterotoxin) jako adjuvans, musela však záhy být stáhnuta z trhu, protože některým pacientům způsobila Bellovu obrnu (ochrnutí tvářových svalů). Od té doby vědci stále hledají vhodné a bezpečné adjuvans pro i.n. imunizaci. Např. Masafumi Yamamoto a spol. v roce 1998 na myším modelu ukázali funkční vakcinaci proti Streptococcus pneumoniae a v roce 2002 také proti viru chřipky.
V tomto článku byl použit překlad textu z článku Nasal-associated lymphoid tissue na anglické Wikipedii.